# Eustigma
Eustigma é um género botânico pertencente à família Hamamelidaceae.